# Kapsás
Kapsás (grec moderne : Καψάς) est une montagne de l'île de Crète, en Grèce. Elle a une altitude de 1 002 mètres.
Le mont Kapsás est situé à la frontière entre le dème de Ierápetra et le dème de Sitía, dans le district régional de Lassíthi, dans la partie orientale de l'île de Crète. La crête de ce dernier s'étend du nord au sud, à proximité de la rive orientale du golfe de Mirabello. À l'est de la montagne se situe le mont Ornó (fi).